# 미쉘 롬바도
미셸 롬바도(Michelle Lombardo, 1983년 9월 16일 ~ )는 미국의 배우, 모델이다.

## 출연 작품

### 영화
- Dishdogz (2005)
- All In (2006)
- 클릭 (2006) - 린다, 에마 비서 역
- Essential Life (2008) - 조던 역 (단편)
- Calvin Marshall (2009)
- 캣 런 (2011, Cat Run) - 스테퍼니 역
- 걸트래쉬: 올 나이트 롱 (2014, Girltrash: All Night Long) - 타일러 머피 역
- 원나잇 스캔들: 모닝 애프터 (2015, The Morning After)

### 텔레비전
- 캘리포니케이션 (2007-08)